# Stenolepta
Stenolepta is een geslacht van kevers uit de familie van de loopkevers (Carabidae). De wetenschappelijke naam van het geslacht is voor het eerst geldig gepubliceerd in 1889 door Semenov.

## Soorten
Het geslacht Stenolepta omvat de volgende soorten:
- Stenolepta cylindrica Semenov, 1889
- Stenolepta gobettii Casale, 1988
- Stenolepta transcaspica Semenov, 1889